# Ghi lá xoan
Ghi lá xoan (danh pháp khoa học: Viscum ovalifolium) là một loài thực vật có hoa trong họ Santalaceae. Loài này được DC. miêu tả khoa học đầu tiên năm 1830.